# 셀 (잡지)
《셀》(Cell)은 셀 프레스(Cell Press)에서 발간하는 생물학 분야의 과학 저널이다. 생명과학계의 획기적인 실험적 발견 및 최신생물학 동향 등을 다루며, 분야는 분자생물학, 유전학, 생화학, 세포생물학, 구조생물학, 발생생물학, 신경생물학, 면역학, 식물학, 미생물학 등 광범위하다. 벤자민 르윈(Benjamin Lewin)이 1974년 설립한 셀 프레스(Cell Press)에 의해 월 2회 정기적으로 발간된다.
《셀》은 생물학에서 가장 영향력 있는 저널 중 하나이며, 《네이처》, 《사이언스》와 함께 모든 과학 저널 중 과학자에게 가장 많이 인용되는 저널 중 하나이다. 2014년 현재 《셀》의 인용지수(Impact factor)는 32.242로 집계되었다.
《셀》의 모든 논문은 인터넷을 통해 HTML 버전과 PDF 버전으로 구독할 수 있으며, 1995년 1월 이후의 논문 중 발표된 지 1년이 지난 논문은 무료로 볼 수 있다.